# 4e Match des étoiles de la Ligue nationale de hockey
Match précédent Match suivant
Le quatrième Match des étoiles de la Ligue nationale de hockey a lieu le 8 octobre 1950 au domicile des Red Wings de Détroit, l'Olympia Stadium.
Les Red Wings remportent ce qui constitue encore de nos jours un record dans l'histoire d'un Match des étoiles pour la victoire par la plus grande marge, soit par six buts. Cette victoire au compte de 7 à 1 est notamment due à la « Production Line » formée par Gordie Howe, Ted Lindsay et Sid Abel qui à eux seuls obtiennent sept points (quatre buts et trois passes).

## Effectif

### Red Wings de Détroit
Entraîneur-chefTommy Ivan
Gardien de but
- 1 Terry Sawchuk

Défenseurs
- 2 Bob Goldham
- 4 Red Kelly
- 5 Leo Reise
- 21 Lee Fogolin
- 22 Marcel Pronovost

Attaquants
- 7 Ted Lindsay, AG
- 8 George Gee, C
- 9 Gordie Howe, AD
- 10 Jim Peters (en), AD
- 11 Gaye Stewart, AG
- 12 Sid Abel, C
- 14 Metro Prystai, C
- 15 Marty Pavelich, AG
- 16 Jim McFadden, C
- 17 Joe Carveth, AD
- 18 Doc Couture, C
- 19 Steve Black, AG

### Étoiles de la LNH
Entraîneur-chefLynn Patrick ; Bruins de Boston
Gardiens de but
- 1 Turk Broda ; Maple Leafs de Toronto
- 1 Chuck Rayner ; Rangers de New York

Défenseurs
- 2 Jack Stewart ; Blackhawks de Chicago
- 4 Jimmy Thompson ; Maple Leafs de Toronto
- 3 Gus Mortson ; Maple Leafs de Toronto
- 5 Glen Harmon ; Canadiens de Montréal
- 6 Émile Bouchard ; Canadiens de Montréal
- 11 Bill Quackenbush ; Bruins de Boston

Attaquants
- 7 Doug Bentley, AG ; Blackhawks de Chicago
- 8 Bill Mosienko, AD ; Blackhawks de Chicago
- 9 Maurice Richard, AD ; Canadiens de Montréal
- 10 Edgar Laprade, C ; Rangers de New York
- 12 Ted Kennedy, C ; Maple Leafs de Toronto
- 18 Tony Leswick, AG ; Rangers de New York
- 20 Paul Ronty, C ; Bruins de Boston
- 23 Johnny Peirson, AD ; Bruins de Boston
- 24 Sid Smith, AG ; Maple Leafs de Toronto

## Feuille de match
| 8 octobre 1950 | Détroit | 7-1 (2-0, 3-0, 2-1) | Équipe des vedettes | Olympia Stadium 9 166 spectateurs |

| Feuille de match | Feuille de match | Feuille de match                         | Feuille de match                 | Feuille de match                                     |
| ---------------- | --- | ---------------------------------------- | -------------------------------- | ---------------------------------------------------- |
|                  | Lindsay (Howe) — 19 s Lindsay (Abel) — 17 min 12 s (SN) Howe (Lindsay, Abel) — 31 min 12 s Peters (Kelly, Prystai, 36) — 38 min Pavelich (Prystai, Peters) — 39 min 44 s Prystai (Pavelich) — 47 min 36 s Lindsay — 54 min 28 s (IN) - | 1-0 2-0 3-0 4-0 5-0 6-0 7-0 7-1          | - - Smith (Peiron) — 58 min 27 s | Arbitrage : George Gravel George Hayes et Doug Young |
| Sawchuk          | Gardiens | Rayner (31 min 12 s) Broda (28 min 48 s) |                                  | Arbitrage : George Gravel George Hayes et Doug Young |
|                  | |                                          |                                  | Arbitrage : George Gravel George Hayes et Doug Young |
|                  | |                                          |                                  | Arbitrage : George Gravel George Hayes et Doug Young |